# Мисс США 1977
Мисс США 1977 (англ. Miss USA 1977) — 26-й конкурс красоты Мисс США прошедший 14 мая 1977 года, в Gillard Municipal Auditorium, Чарлстон, Южная Каролина. Победительницей конкурса стала Кимберли Тоумз из штата Техас.

## Результаты
| Итоговое место | Участница |
| -------------- | --- |
| Мисс США 1977  | - Техас — Кимберли Тоумз |
| 1-я Вице Мисс  | - Невада — Мэри Контино |
| 2-я Вице Мисс  | - Миннесота — Дебора Коссетт |
| 3-я Вице Мисс  | - Калифорния — Памела Гергели |
| 4-я Вице Мисс  | - Виргиния — Линн Херринг |
| Полуфиналистки | - Аризона — Тони Абранович - Вашингтон (округ Колумбия) — Шэрон Сазерленд - Джорджия — Линда Керр - Гавайи — Сели де Кастро - Мэн — Тина Браун - Нью-Джерси — Хуанита Маккарти - Нью-Мексико — Дениз Фундерберк |

### Специальные награды
| Награда              | Участница                     |
| -------------------- | ----------------------------- |
| Мисс Конгениальность | - Флорида – Линда Лефевр      |
| Мисс Фотогеничность  | - Иллинойс – Элизабет Кьюрран |

## Штаты-участницы
| - Алабама – Шерил Берджесс - Аляска – Эдит Бейкер - Аризона – Тони Абранович - Арканзас – Дебра Дюри - Калифорния – Памела Гергели - Колорадо – Мэри Энн Гензель - Коннектикут – Сьюзан Кроун - Делавэр – Дебби Фолкнер - Вашингтон (округ Колумбия) – Шэрон Сазерленд - Флорида – Линда Лефевр - Джорджия – Линда Керр - Гавайи – Сели де Кастро - Айдахо – Лесли Кингон - Иллинойс – Элизабет Карран - Индиана – Линн Флаэрти - Айова – Синди Вудард - Канзас – Шерри Брейн - Кентукки – Сэнди Смит - Луизиана – Патти Розенбальм - Мэн – Тина Браун - Мэриленд – Твайла Литтлтон - Массачусетс – Кэролайн Марсил - Мичиган – Дженни Пинкс - Миннесота – Дебора Коссетт - Миссисипи – Ли Тэпли - Миссури – Конни Эст | - Монтана – Тереза Роуз Байт - Небраска – Дебби Ридж - Невада – Мэри О'Нил Контино - Нью-Гэмпшир – Белинда Бриджман - Нью-Джерси – Хуанита Маккарти - Нью-Мексико – Дениз Фундерберк - Нью-Йорк – Дебора Мартин - Северная Каролина – Викки Вербила - Северная Дакота – Барбара Редлин - Огайо – Лиза Раммелл - Оклахома – Кэти Малчар - Орегон – Чарисс Чарльтон - Пенсильвания – Лоррейн Линкоски - Род-Айленд – Сьюзан Картен - Южная Каролина – Пэм Гувер - Южная Дакота – Джинджер Томсон - Теннесси – Рене Джин Смит - Техас – Кимберли Тоумз - Юта – Мишель Майнер - Вермонт – Энн Кент - Виргиния – Линн Херринг - Вашингтон – Айви Линн Рид - Западная Виргиния – Пэт Браун - Висконсин – Вики Пейн - Вайоминг – Мишель Фиссер |